# 普西山
普西山，是一座位于老挝琅勃拉邦的山丘，高100米。普西山位于老城区半岛的中心地带，一侧与湄公河接壤，另一侧与南康河接壤。这座山是当地的宗教场所，有几座佛教圣地。
普西山山腰能俯瞰南康河河岸的山丘佛教寺庙Wat Tham Phou Si，可以俯瞰城镇和周边乡村的Wat Chom Si，它也是一座佛教寺庙，是琅勃拉邦的旅游亮点。
截至2018年7月，普西山的门票为20,000基普。

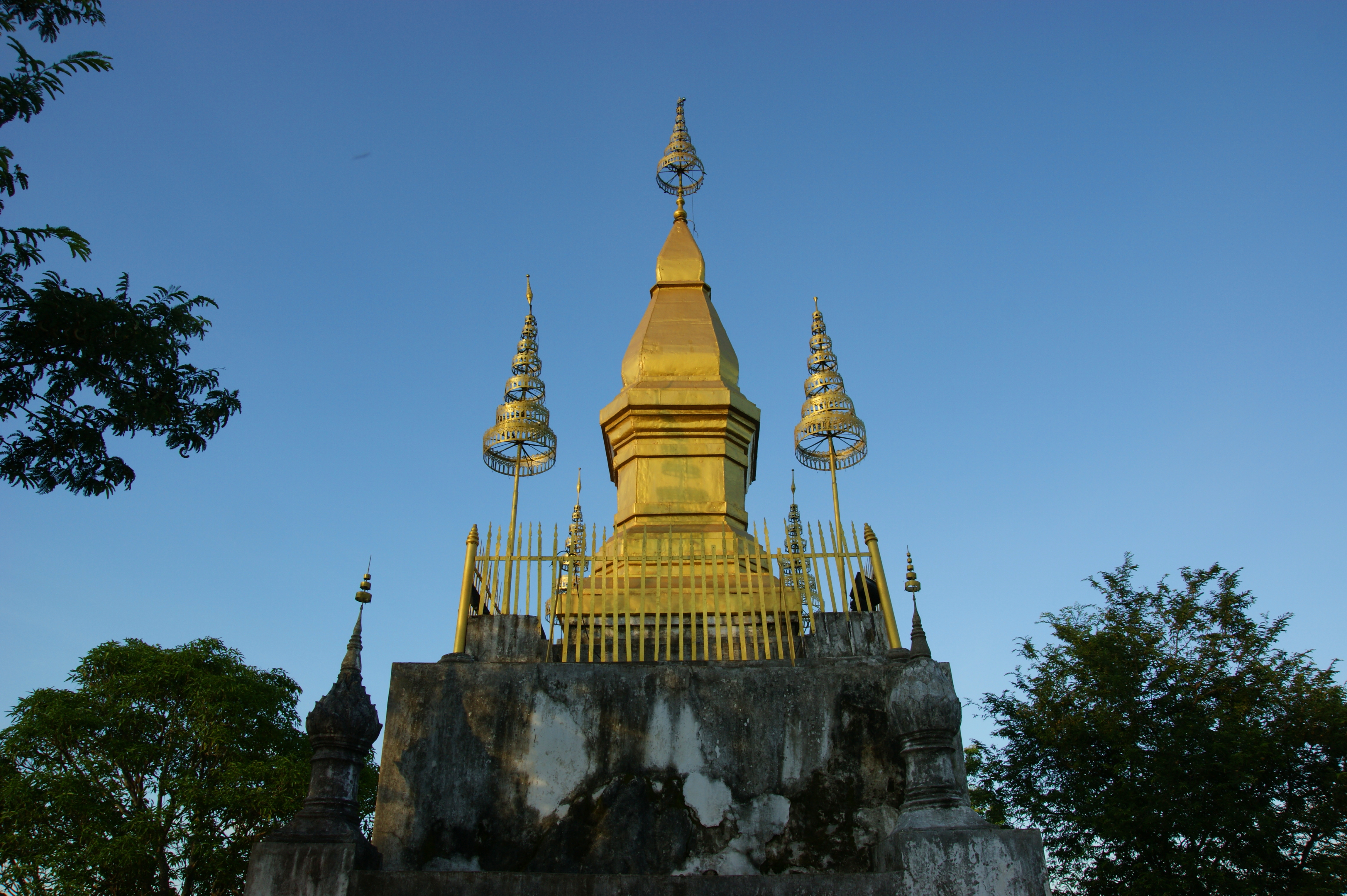
位于普西山山顶的Wat Chom Si镀金佛塔

## 参考文献

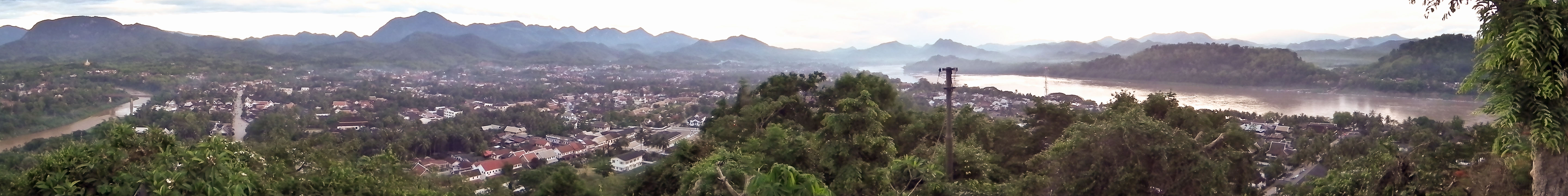
从普西山眺望南康河（左）和湄公河（右）